# Chiesa di San Giacomo Apostolo (Fogliano Redipuglia)
La chiesa di San Giacomo Apostolo è la parrocchiale di Redipuglia, frazione del comune sparso di Fogliano Redipuglia, in provincia ed arcidiocesi di Gorizia; fa parte del decanato di Ronchi dei Legionari.

## Storia
L'originaria chiesetta di Redipuglia, costruita verso il 1578, sorgeva alle pendici del Monte Castellazzo.

All'epoca della Guerra di Gradisca, combattuta tra il 1615 e il 1617, l'edificio venne danneggiato anche in seguito a un incendio; la chiesa fu profanata durante la parentesi napoleonica, per poi venir ridestinata al culto nel 1814.
La struttura fu nuovamente lesionata nel 1915 a causa dello scoppio di una granata, ma venne poi totalmente distrutta durante le battaglie dell'Isonzo.

Terminato il conflitto, su iniziativa del parroco di San Pier d'Isonzo don Giovanni Battista Falzari, si decise di edificare la nuova chiesa al centro del paese e l'architetto Federico Marzoni fu quindi incaricato di redigere il progetto; la prima pietra venne posta il 24 ottobre 1924 e i lavori terminarono nel 1925, con la benedizione impartita il 15 settembre di quell'anno.
Già filiale della chiesa di San Pier d'Isonzo, nel 1949 divenne curaziale, per poi venir eretta a parrocchiale nel 1953; agli inizi degli anni settanta l'edificio fu ampliato, venendo benedetto il 23 marzo 1975 dal cappellano militare don Giuseppe Ginelli e consacrato il 23 settembre 1984 dall'arcivescovo di Gorizia e Gradisca Antonio Vitale Bommarco.

## Descrizione

### Esterno
La facciata a capanna della chiesa, rivolta a oriente, presenta il portale d'ingresso architravato e il rosone, inscritti in un grande arco a tutto sesto, che racchiude la parte centrale in mattoni.
L'edificio è dotato di un campaniletto a vela sul lato nord, che si imposta sopra la sagrestia; esso presenta una raffigurazione di San Giacomo ed è coperto dal tetto a due falde.

### Interno
L'interno dell'edificio si compone di due navate, l'una perpendicolare all'altra; quella originaria è stata riutilizzata come atrio di quella più recente, la quale termina con il presbiterio rialzato di due gradini e chiuso dall'abside a tre lati. Le due navate sono collegate tra di loro attraverso tre grandi aperture a tutto sesto.